# Nymindegab
Nymindegab är en ort på västra Jylland och i Varde kommun i Region Syddanmark nära dess norra gräns mot Region Mittjylland.
Nymindegab ligger strax öster om Nymindegab strand och i södra änden av Holmsland Klit, den 40 kilometer långa landtunga som är uppbyggd av sanddyner och skiljer innanhavet Ringkøbing Fjord från Nordsjön. Landskapet runt Nymindegab är platt och består av sandhedar. Strax nordväst om orten ligger Nyminde Strøm. Så sent som på 1900-talets första hälft var Nyminde Strøm ett sund som förenade Ringkøbing Fjord med havet, idag har det grundat igen. På en halvö i Ringkøbing Fjord norr om Nymindegab ligger fågelreservatet Tipperne som är en rastplats för flyttfåglar.
Nymindegab är också platsen där en danska Hemvärnsskolan (HvS) är belägen.
Den är vackert belägen i en liten by av tegelhus som byggdes av tyskarna under andra världskriget.
Nymindegab Kro grundades 1862, då den fick kungliga privilegier. Hembygdsmuseet Nymindegab Museum förevisar bland annat arkeologiska fynd från trakten, snickare Larsens hus från 1930-talet, ett tolv meter långt skelett av en kaskelott som strandade vid Nymindegab 1990 och konst av Nymindegabsmålarna Laurits Tuxen, Johannes Larsen, Carl Trier Aagaard och Christen Lyngbo. Till museet hör också Nymindegab Redningsstation, där Danmarks äldsta sjöräddningsbåt kan beskådas.

## Bildgalleri

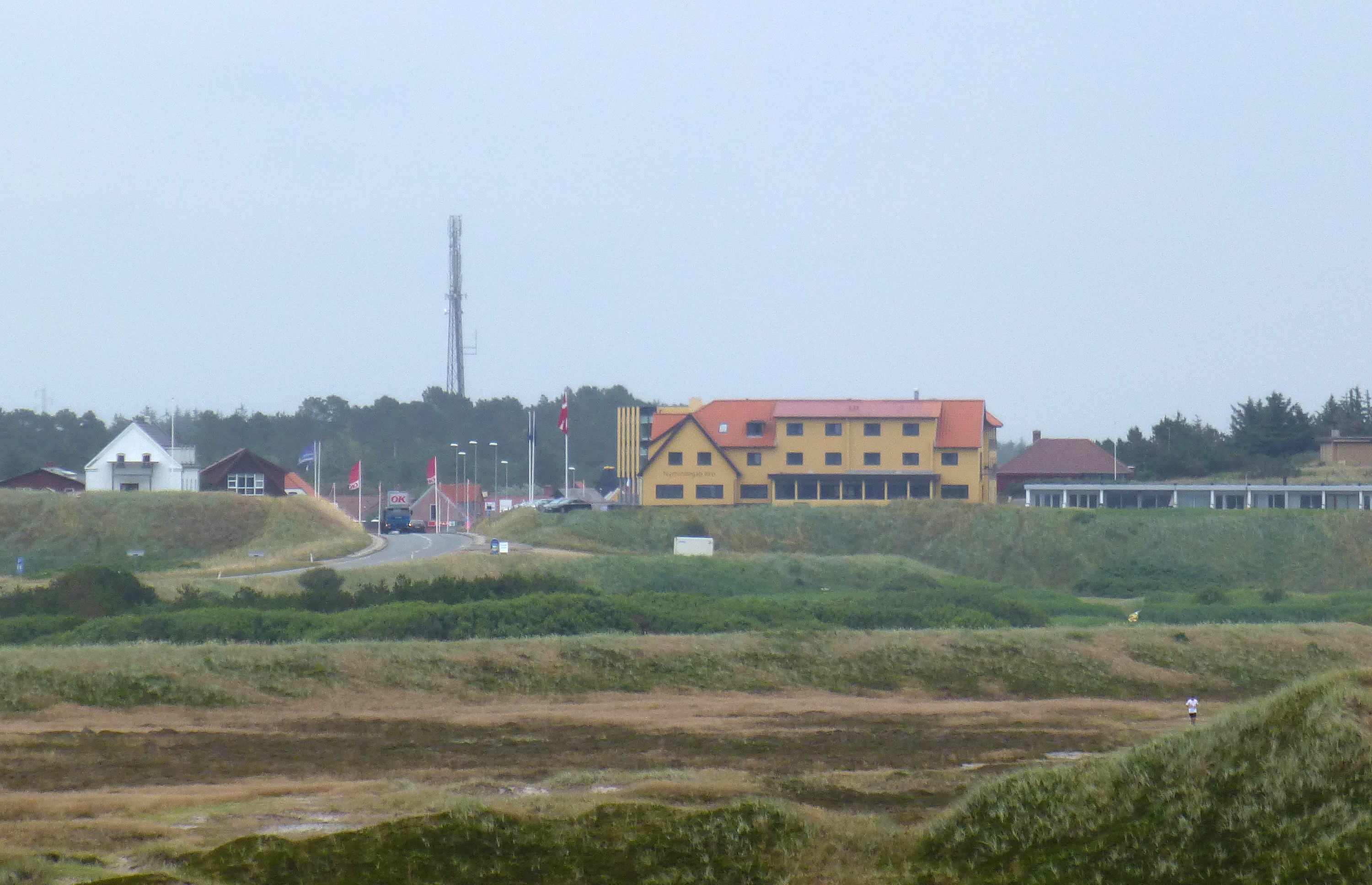
Nymindegab från väster, med Nymindegab Kro i bakgrunden.
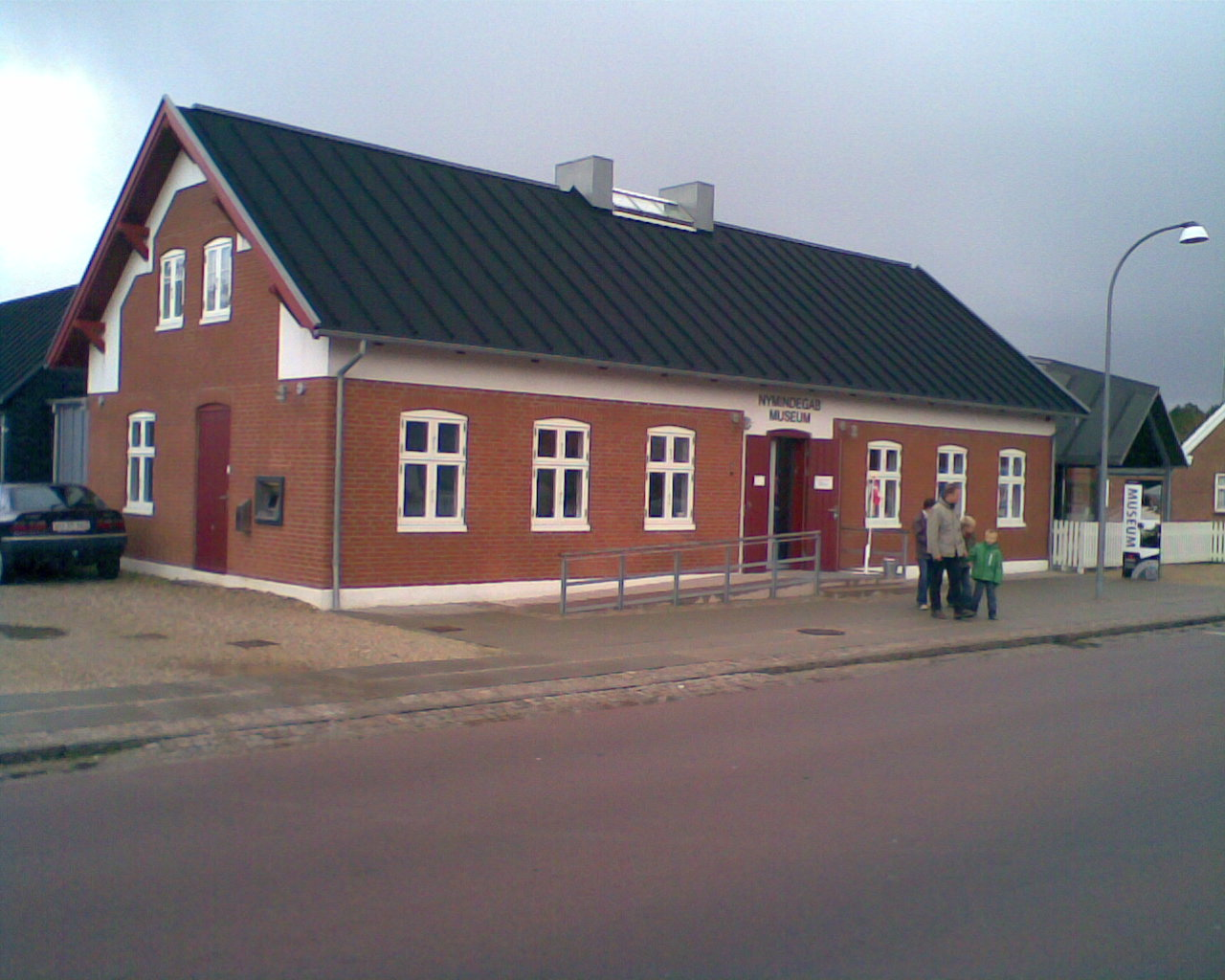
Nymindegab Museum.
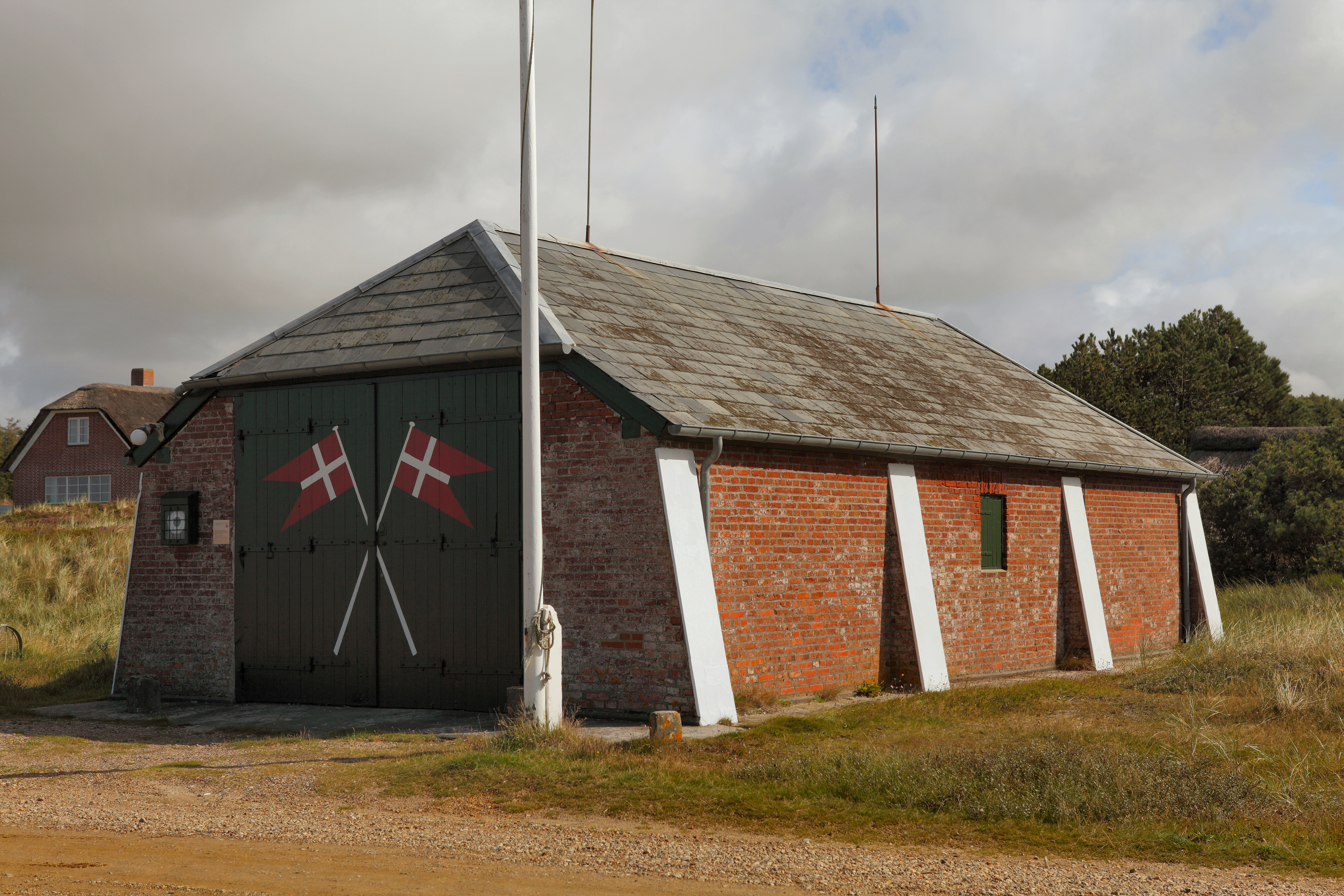
Nymindegab Redningsstation.
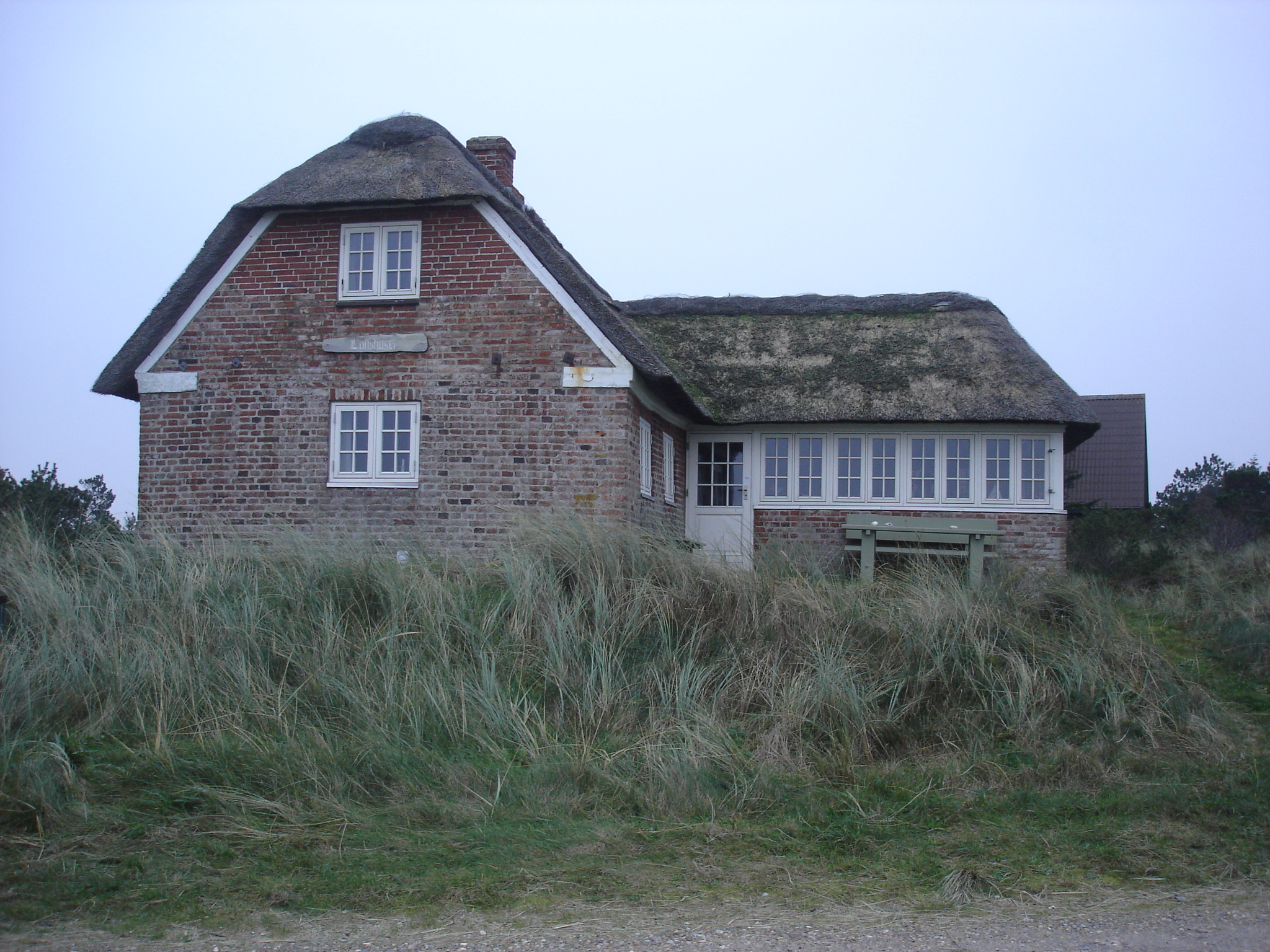
Lotshuset.
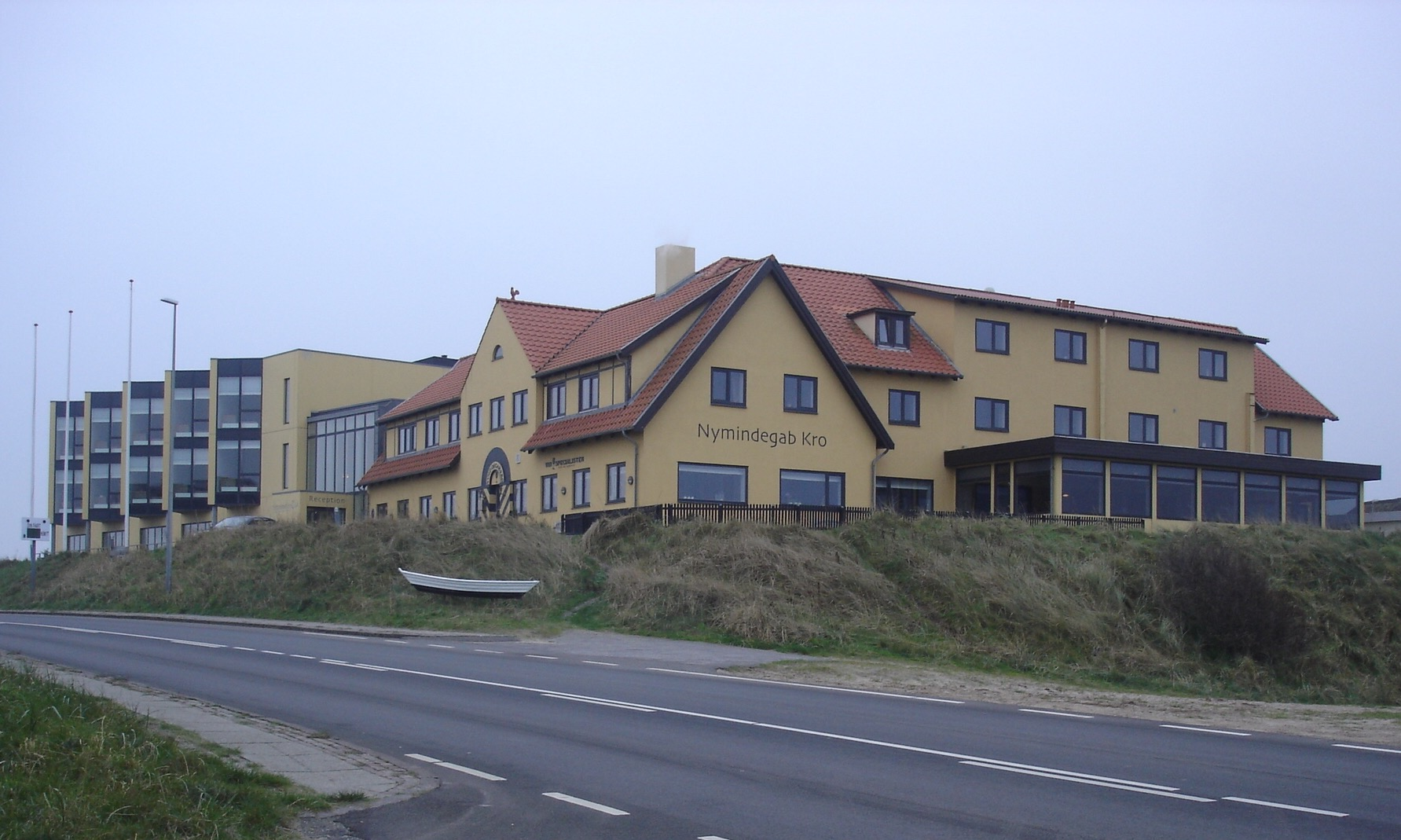
Nymindegab Kro.
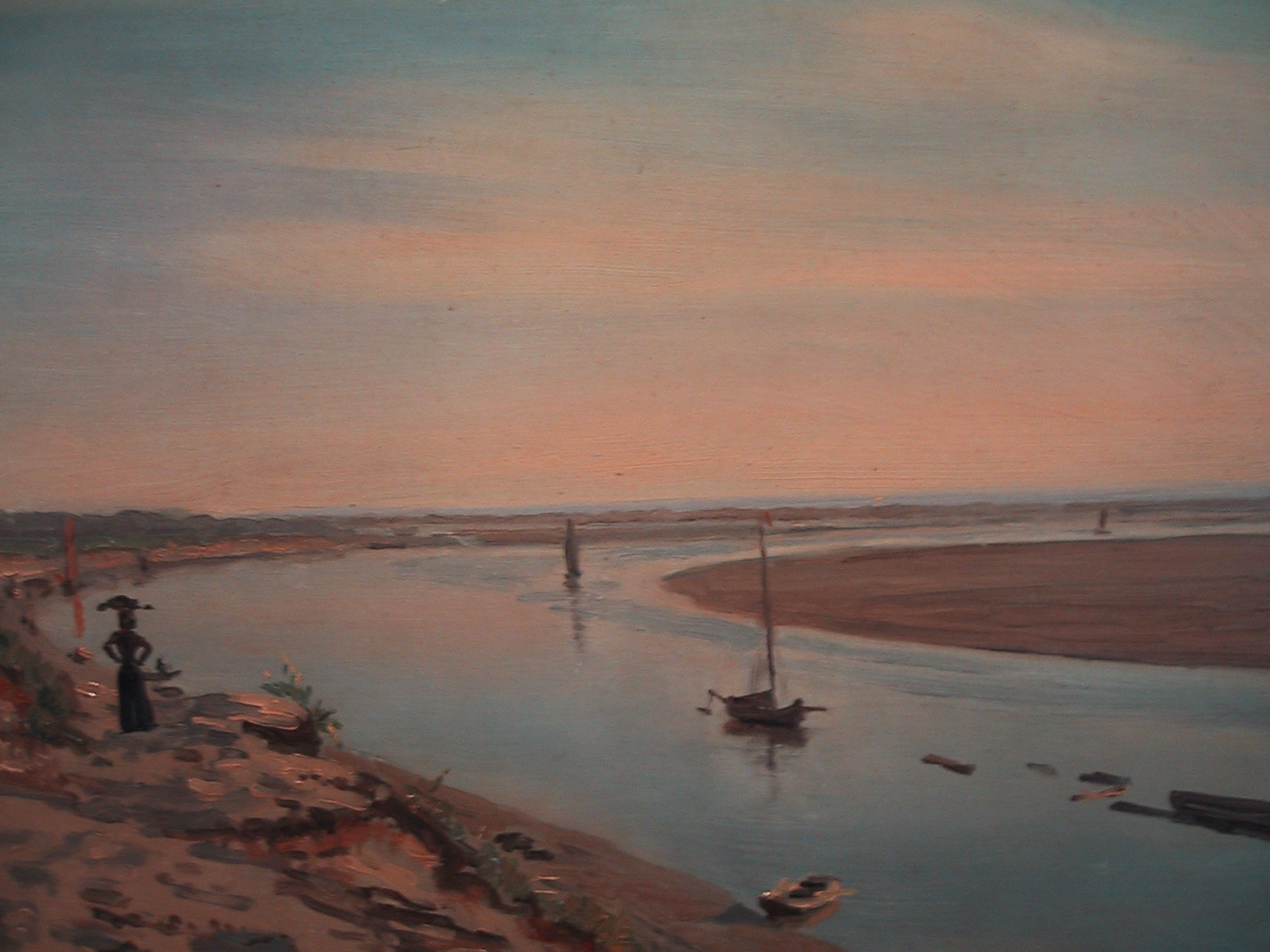
Målning av Nyminde Strøm av Laurits Tuxen.
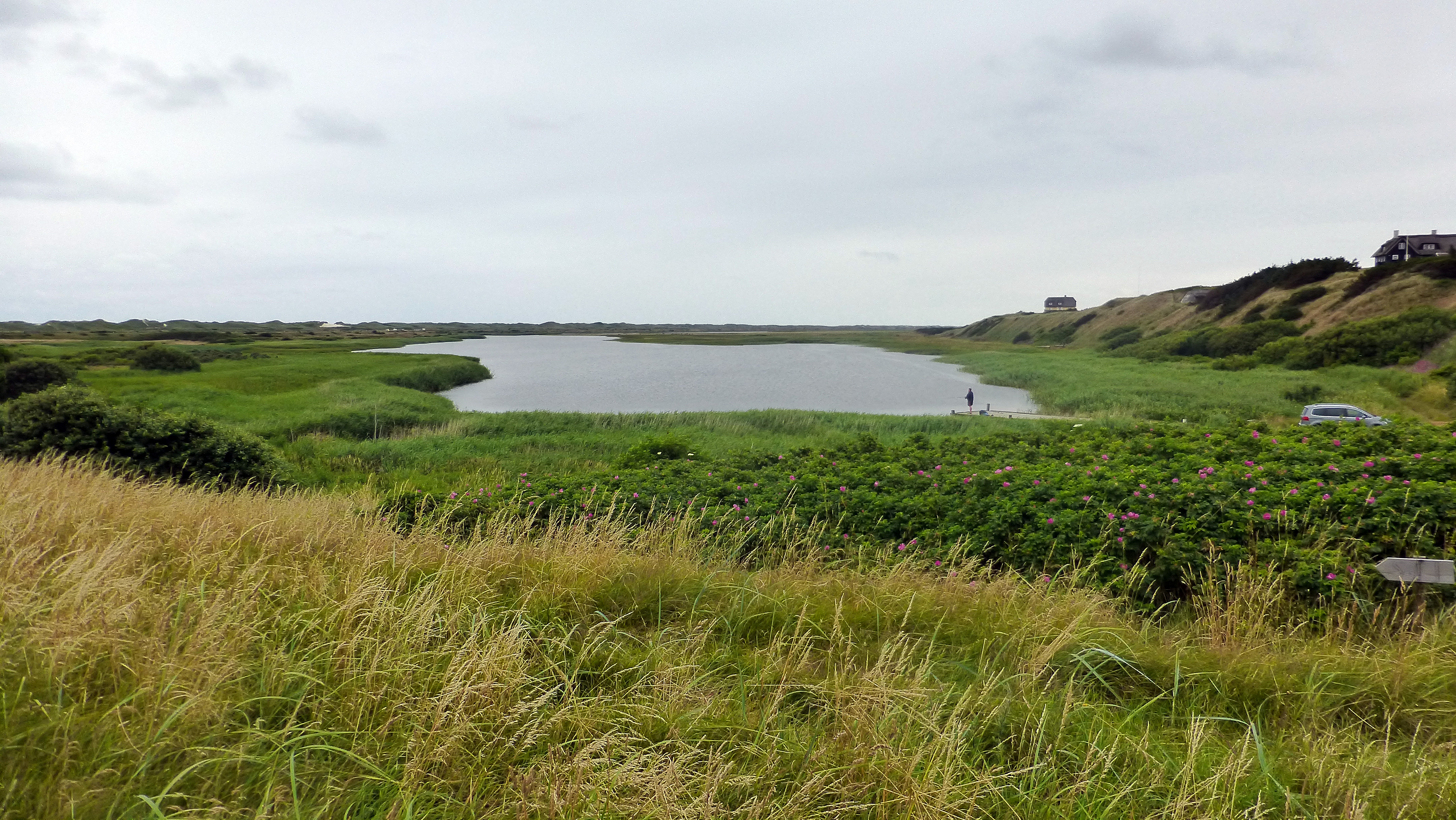
Nyminde Strøm förenande tidigare Ringkøbing Fjord med Nordsjön. Idag är det igengrundat.